# Wivine Moleka
Wivine Moleka est une personnalité politique de la république démocratique du Congo. Elle était députée nationale du Parti du peuple pour la reconstruction et la démocratie (PPRD) de Joseph Kabila, élue dans le district de Lukunga (Kinshasa) lors des élections de 2006 et 2011. Désormais, elle fait partie du regroupement politique AB de Sama Lukonde. 
Elle est, depuis mars 2023, vice-ministre des Hydrocarbures au sein du gouvernement Lukonde II. En 2024, elle est reconduite à ce poste au sein du gouvernement Suminwa.

## Carrière

### Journaliste à la télévision publique
Wivine Moleka a été journaliste à la Radio-Télévision nationale congolaise (RTNC).

### Carrière politique
Wivine Moleka commence sa carrière politique au sein du Parti du peuple pour la reconstruction et la démocratie (PPRD) de Joseph Kabila. Lors des scrutins de 2006 et 2011, elle est élue députée nationale.
En 2021, Wivine Moleka revient en politique en se ralliant au nouveau chef d'État Félix Tshisekedi. Le 24 mars 2023, elle est nommée vice-ministre des Hydrocarbures dans le gouvernement Lukonde II.
En 2024, après publication des résultats provisoires des élections législatives du 20 décembre 2023, elle est réélue député national dans la circonscription de Lukunga.
Wivine Moleka a été nommé Vice- Ministre des Hydrocarbures au sein du Gouvernement Suminwa le mercredi 29 mai 2024 .

## Vie privée
Wivine Moleka a un enfant avec le sénateur Alexis Thambwe Mwamba.